# 1987–1988-as magyar férfi kosárlabda-bajnokság
Az 1987–1988-as magyar férfi kosárlabda-bajnokság az ötvenhatodik magyar kosárlabda-bajnokság volt. Húsz csapat indult el, a csapatok az előző évi szereplés alapján két csoportban (A csoport: 1-10. helyezettek, B csoport: 11-17. helyezettek plusz a három feljutó) két kört játszottak. Az alapszakasz után az A csoport 1-6. helyezettjei play-off rendszerben játszottak a bajnoki címért, az A csoport 7-10. és a B csoport 1-4. helyezettjei az egymás elleni eredményeiket megtartva a másik csoportból jövőkkel újabb két kört játszottak az A csoportba kerülésért, a B csoport 5-10. helyezettjei pedig play-off rendszerben játszottak a kiesés elkerüléséért.
Az alapszakaszban a Ganz-MÁVAG VSE visszalépett.
Az Alföldi Olajbányász új neve Szolnoki Olajbányász lett.

## Alapszakasz

### A csoport
| #   | Csapat             | M  | Gy | V  | K+   | K-   | P  |
| --- | ------------------ | -- | -- | -- | ---- | ---- | -- |
| 1.  | Zalaegerszegi TE   | 18 | 15 | 3  | 1711 | 1520 | 33 |
| 2.  | Bajai SK           | 18 | 12 | 6  | 1535 | 1478 | 30 |
| 3.  | Körmendi Dózsa MTE | 18 | 11 | 7  | 1472 | 1367 | 29 |
| 4.  | Videoton SC        | 18 | 11 | 7  | 1438 | 1391 | 29 |
| 5.  | Bp. Honvéd         | 18 | 10 | 8  | 1577 | 1520 | 28 |
| 6.  | Oroszlányi Bányász | 18 | 9  | 9  | 1402 | 1427 | 27 |
| 7.  | Csepel SC          | 18 | 8  | 10 | 1573 | 1581 | 26 |
| 8.  | Tungsram SC        | 18 | 7  | 11 | 1387 | 1466 | 25 |
| 9.  | MAFC               | 18 | 4  | 14 | 1554 | 1709 | 22 |
| 10. | Szeged SC          | 18 | 3  | 15 | 1486 | 1676 | 21 |

### B csoport
| #   | Csapat               | M  | Gy | V  | K+   | K-   | P  |
| --- | -------------------- | -- | -- | -- | ---- | ---- | -- |
| 1.  | Somogy megyei ÁÉV SC | 18 | 13 | 5  | 1775 | 1665 | 31 |
| 2.  | Dombóvári VMSE       | 18 | 12 | 6  | 1685 | 1615 | 30 |
| 3.  | Kecskeméti SC        | 18 | 11 | 7  | 1677 | 1612 | 29 |
| 4.  | Szolnoki Olajbányász | 18 | 11 | 7  | 1664 | 1620 | 29 |
| 5.  | Pécsi VSK            | 18 | 10 | 8  | 1653 | 1621 | 28 |
| 6.  | Dunai Kőolaj SK      | 18 | 9  | 9  | 1682 | 1679 | 28 |
| 7.  | Atomerőmű SE         | 18 | 8  | 10 | 1488 | 1484 | 26 |
| 8.  | Soproni SE           | 18 | 7  | 11 | 1604 | 1741 | 25 |
| 9.  | Honvéd Táncsics SE   | 18 | 5  | 13 | 1744 | 1816 | 23 |
| 10. | Ganz-MÁVAG VSE       | 18 | 4  | 14 | 1292 | 1411 | 19 |

* M: Mérkőzés Gy: Győzelem V: Vereség K+: Dobott kosár K-: Kapott kosár P: Pont

## Rájátszás

### 1–6. helyért
Elődöntőbe jutásért: Körmendi Dózsa MTE–Oroszlányi Bányász 105–72, 60–74, 70–71 és Videoton SC–Bp. Honvéd 90–88, 91–95, 96–106
Elődöntő: Zalaegerszegi TE–Bp. Honvéd 86–95, 92–90, 87–82 és Bajai SK–Oroszlányi Bányász 109–88, 71–68
Döntő: Zalaegerszegi TE–Bajai SK 91–96, 84–82, 102–72
3. helyért: Bp. Honvéd–Oroszlányi Bányász 73–86, 72–75
5. helyért: Körmendi Dózsa MTE–Videoton SC 91–86, 98–69

### 7–14. helyért
| #   | Csapat               | M  | Gy | V  | K+   | K-   | P  |
| --- | -------------------- | -- | -- | -- | ---- | ---- | -- |
| 7.  | Csepel SC            | 14 | 12 | 2  | 1299 | 1219 | 26 |
| 8.  | Tungsram SC          | 14 | 9  | 5  | 1231 | 1108 | 23 |
| 9.  | Kecskeméti SC        | 14 | 8  | 6  | 1231 | 1206 | 22 |
| 10. | MAFC                 | 14 | 7  | 7  | 1291 | 1284 | 21 |
| 11. | Szolnoki Olajbányász | 14 | 6  | 8  | 1279 | 1312 | 20 |
| 12. | Dombóvári VMSE       | 14 | 5  | 9  | 1423 | 1329 | 19 |
| 13. | Szeged SC            | 14 | 5  | 9  | 1236 | 1332 | 19 |
| 14. | Somogy megyei ÁÉV SC | 14 | 4  | 10 | 1248 | 1338 | 18 |

### 15–20. helyért
15–20. helyért: Soproni SE–Honvéd Táncsics SE 96–91, 64–87, 126–98
15–18. helyért: Pécsi VSK–Soproni SE 96–103, 105–95, 96–70 és Dunai Kőolaj SK–Atomerőmű SE 93–83, 82–96, 75–77
15. helyért: Pécsi VSK–Atomerőmű SE 95–86, 99–102, 89–88
17. helyért: Dunai Kőolaj SK–Soproni SE 85–99, 90–91

## Díjak
| 56. Férfi Kosárlabda Magyar Bajnok |
| Zalaegerszegi TE 1. bajnoki cím    |